# TTC Bern
Der TTC Bern wurde 1952 gegründet und ist mit ca. 120 Mitgliedern einer der grössten Tischtennis-Clubs in der Schweiz. Von 1959 bis 1988 stellte der TTC Bern immer mindestens eine Mannschaft in der NLA, B oder C. Der Höhepunkt dieser Zeit war der Gewinn des Schweizermeistertitels 1969 bei den Damen. Dazu kamen zahlreiche Schweizermeistertitel an nationalen Nachwuchs-Meisterschaften. Nach dem Rückzug aller Mannschaften im Schicksalsjahr 1988 stand das Weiterbestehen des TTC Bern des Öfteren auf Messers Schneide und der Verein schrumpfte zu einem Kleinklub mit gerade mal 3 Mannschaften zusammen. Erst 2009 mit der Ernennung der heutigen Präsidentin Ruth Hubl erholte sich der Verein wieder und kehrte zu alter Stärke zurück. In der Saison 2016/17 stellt der TTC Bern 13 Mannschaften bei den Herren, Damen und dem Nachwuchs, wobei die erste Damenmannschaft, nach dem Aufstieg 2015/16 in die Nationalliga B, das momentane Aushängeschild des Vereins ist.
Der TTC Bern konzentriert sich in erster Linie auf den Breitensport. Er bietet mit seiner Halle in Bern-Bümpliz die Möglichkeit, fünf Mal in der Woche zu trainieren, und bietet für ambitionierten Spieler bis hin zum rüstigen Senior optimale Trainingsbedingungen.

## Erfolge
- 1956/57 Schweizer Vize-Cupsieger
- 1958/59 Regional Cupsieger Herren
- 1968/69 Schweizermeister Damen
- 1971/72 Schweizer Vize-Cupsieger
- 1963 – 2018 6× Regionalmeister Damen
- 2017/18 Regional Cupsieger Herren

## Bekannte ehemalige Spieler/-innen
- Ernst Ihle
- Réne Vuillien
- Gerhard Robitschek
- Sepp Hüther
- Ines Messer
- Beat Schladitz